# Braunschweig-Schöninger Eisenbahn
| Kursbuchstrecke (DB): | 206f (1950) |                                             |                                             |
| Kursbuchstrecke: | 184f (Braunschweig Nordost – Mattierzoll Privatb 1934) 184d (Braunschweig Nordost – Schöningen 1934) 206g (Braunschweig Nordost – Mattierzoll Süd1946) 206f (Braunschweig Nordost – Schöningen Süd 1946) |                                             |                                             |
| Spurweite: | 1435 mm (Normalspur) |                                             |                                             |
| | |                                             |                                             |
| \| \| \| von Lichtenberg \| \| \| \| \| Braunschweig Nord \| \| \| \| \| nach Braunschweig-Rühme \| \| \| \| \| Braunschweig–Wieren \| \| \| \| \| von Braunschweig-Gliesmarode \| \| \| \| 37,6 \| Braunschweig Nordost \| Braunschweig Nordost \| \| \| \| Braunschweig Ost (vorher: Gliesmarode West) \| \| \| \| \| Schuntertalbahn \| \| \| \| 36,6 \| Gliesmarode Ost \| Gliesmarode Ost \| \| \| \| \| \| \| \| 33,8 \| Schapen \| Schapen \| \| \| \| Braunschweig–Magdeburg \| \| \| \| 31,5 \| Waldfrieden \| Waldfrieden \| \| \| 30,8 \| Rautheim \| Rautheim \| \| \| 27,2 \| Hötzum \| Hötzum \| \| \| \| nach Schöningen, siehe unten \| \| \| \| 24,6 \| Salzdahlum \| Salzdahlum \| \| \| 21,4 \| Ahlum \| Ahlum \| \| \| 19,3 \| Wendessen \| Wendessen \| \| \| \| Wolfenbüttel–Oschersleben \| \| \| \| \| von Wolfenbüttel, seit 1978 \| \| \| \| 17,4 \| Groß Denkte \| Groß Denkte \| \| \| 15,0 \| Wittmar \| Wittmar \| \| \| \| zum Forschungsbergwerk Asse \| \| \| \| 11,2 \| Remlingen \| Remlingen \| \| \| 9,2 \| Semmenstedt \| Semmenstedt \| \| \| 2,6 \| Winnigstedt \| Winnigstedt \| \| \| \| von Helmstedt \| \| \| \| \| von Heudeber-Danstedt \| \| \| \| 0,0 \| Mattierzoll \| Mattierzoll \| \| \| \| nach Börßum \| \| \| \| \| \| \| \| \| \| von Braunschweig, siehe oben \| \| \| \| 31,2 \| Hötzum \| Hötzum \| \| \| \| nach Mattierzoll, siehe oben \| \| \| \| 28,6 \| Sickte \| Sickte \| \| \| 26,4 \| Veltheim (Ohe) \| Veltheim (Ohe) \| \| \| \| vom Elmkalkwerk Hemkenrode \| \| \| \| 25,1 \| Lucklum \| Lucklum \| \| \| 23,1 \| Evessen \| Evessen \| \| \| 18,8 \| Kneitlingen-Ampleben \| Kneitlingen-Ampleben \| \| \| 15,8 \| Schöppenstedt Nord \| Schöppenstedt Nord \| \| \| 13,2 \| Eitzum (Elm) \| Eitzum (Elm) \| \| \| 9,3 \| Groß Dahlum \| Groß Dahlum \| \| \| 7,2 \| Wobeck \| Wobeck \| \| \| 4,2 \| Twieflingen \| Twieflingen \| \| \| \| zum Zementwerk \| \| \| \| 2,7 \| Hoiersdorf Süd \| Hoiersdorf Süd \| \| \| \| von Jerxheim \| \| \| \| \| von Oschersleben \| \| \| \| 0,0 \| Schöningen \| Schöningen \| \| \| \| nach Eilsleben \| \| \| \| \| nach Helmstedt \| \| | |                                             |                                             |
| Strecke | | von Lichtenberg                             | von Lichtenberg                             |
| Dienststation / Betriebs- oder Güterbahnhof | | Braunschweig Nord                           | Braunschweig Nord                           |
| Abzweig ehemals geradeaus und nach links | | nach Braunschweig-Rühme                     | nach Braunschweig-Rühme                     |
| Kreuzung geradeaus oben (Strecke geradeaus außer Betrieb) | | Braunschweig–Wieren                         | Braunschweig–Wieren                         |
| Abzweig geradeaus und von rechts (Strecke außer Betrieb) | | von Braunschweig-Gliesmarode                | von Braunschweig-Gliesmarode                |
| Kopfbahnhof Streckenanfang (Strecke außer Betrieb) · Strecke (außer Betrieb) | 37,6 | Braunschweig Nordost                        | Braunschweig Nordost                        |
| Strecke (außer Betrieb) · Bahnhof (Strecke außer Betrieb) | | Braunschweig Ost (vorher: Gliesmarode West) | Braunschweig Ost (vorher: Gliesmarode West) |
| Abzweig geradeaus und von links (Strecke außer Betrieb) · Abzweig nach links und nach rechts (Strecke außer Betrieb) | | Schuntertalbahn                             | Schuntertalbahn                             |
| Bahnhof (Strecke außer Betrieb) | 36,6 | Gliesmarode Ost                             | Gliesmarode Ost                             |
| Verschwenkung nach links (Strecke außer Betrieb) | |                                             |                                             |
| Bahnhof (Strecke außer Betrieb) | 33,8 | Schapen                                     | Schapen                                     |
| Kreuzung geradeaus oben (Strecke geradeaus außer Betrieb) | | Braunschweig–Magdeburg                      | Braunschweig–Magdeburg                      |
| Haltepunkt / Haltestelle (Strecke außer Betrieb) | 31,5 | Waldfrieden                                 | Waldfrieden                                 |
| Bahnhof (Strecke außer Betrieb) | 30,8 | Rautheim                                    | Rautheim                                    |
| Bahnhof (Strecke außer Betrieb) | 27,2 | Hötzum                                      | Hötzum                                      |
| Abzweig geradeaus und nach links (Strecke außer Betrieb) | | nach Schöningen, siehe unten                | nach Schöningen, siehe unten                |
| Bahnhof (Strecke außer Betrieb) | 24,6 | Salzdahlum                                  | Salzdahlum                                  |
| Bahnhof (Strecke außer Betrieb) | 21,4 | Ahlum                                       | Ahlum                                       |
| Haltepunkt / Haltestelle (Strecke außer Betrieb) | 19,3 | Wendessen                                   | Wendessen                                   |
| Kreuzung geradeaus oben (Strecke geradeaus außer Betrieb) | | Wolfenbüttel–Oschersleben                   | Wolfenbüttel–Oschersleben                   |
| Abzweig ehemals geradeaus und von rechts | | von Wolfenbüttel, seit 1978                 | von Wolfenbüttel, seit 1978                 |
| ehemaliger Haltepunkt / Haltestelle | 17,4 | Groß Denkte                                 | Groß Denkte                                 |
| Dienststation / Betriebs- oder Güterbahnhof | 15,0 | Wittmar                                     | Wittmar                                     |
| Abzweig ehemals geradeaus und nach links | | zum Forschungsbergwerk Asse                 | zum Forschungsbergwerk Asse                 |
| Bahnhof (Strecke außer Betrieb) | 11,2 | Remlingen                                   | Remlingen                                   |
| Bahnhof (Strecke außer Betrieb) | 9,2 | Semmenstedt                                 | Semmenstedt                                 |
| Bahnhof (Strecke außer Betrieb) | 2,6 | Winnigstedt                                 | Winnigstedt                                 |
| Abzweig geradeaus und von links (Strecke außer Betrieb) | | von Helmstedt                               | von Helmstedt                               |
| Abzweig geradeaus und von links (Strecke außer Betrieb) | | von Heudeber-Danstedt                       | von Heudeber-Danstedt                       |
| Bahnhof (Strecke außer Betrieb) | 0,0 | Mattierzoll                                 | Mattierzoll                                 |
| Strecke (außer Betrieb) | | nach Börßum                                 | nach Börßum                                 |
| | |                                             |                                             |
| | | von Braunschweig, siehe oben                |                                             |
| Bahnhof (Strecke außer Betrieb) | 31,2 | Hötzum                                      | Hötzum                                      |
| Abzweig geradeaus und nach rechts (Strecke außer Betrieb) | | nach Mattierzoll, siehe oben                | nach Mattierzoll, siehe oben                |
| Bahnhof (Strecke außer Betrieb) | 28,6 | Sickte                                      | Sickte                                      |
| Bahnhof (Strecke außer Betrieb) | 26,4 | Veltheim (Ohe)                              | Veltheim (Ohe)                              |
| Abzweig geradeaus und von links (Strecke außer Betrieb) | | vom Elmkalkwerk Hemkenrode                  | vom Elmkalkwerk Hemkenrode                  |
| Bahnhof (Strecke außer Betrieb) | 25,1 | Lucklum                                     | Lucklum                                     |
| Bahnhof (Strecke außer Betrieb) | 23,1 | Evessen                                     | Evessen                                     |
| Bahnhof (Strecke außer Betrieb) | 18,8 | Kneitlingen-Ampleben                        | Kneitlingen-Ampleben                        |
| Bahnhof (Strecke außer Betrieb) | 15,8 | Schöppenstedt Nord                          | Schöppenstedt Nord                          |
| Bahnhof (Strecke außer Betrieb) | 13,2 | Eitzum (Elm)                                | Eitzum (Elm)                                |
| Bahnhof (Strecke außer Betrieb) | 9,3 | Groß Dahlum                                 | Groß Dahlum                                 |
| Bahnhof (Strecke außer Betrieb) | 7,2 | Wobeck                                      | Wobeck                                      |
| Bahnhof (Strecke außer Betrieb) | 4,2 | Twieflingen                                 | Twieflingen                                 |
| Abzweig geradeaus und nach links (Strecke außer Betrieb) | | zum Zementwerk                              | zum Zementwerk                              |
| Bahnhof (Strecke außer Betrieb) | 2,7 | Hoiersdorf Süd                              | Hoiersdorf Süd                              |
| Abzweig geradeaus und von rechts (Strecke außer Betrieb) | | von Jerxheim                                | von Jerxheim                                |
| Abzweig geradeaus und von rechts (Strecke außer Betrieb) | | von Oschersleben                            | von Oschersleben                            |
| Bahnhof (Strecke außer Betrieb) | 0,0 | Schöningen                                  | Schöningen                                  |
| Abzweig geradeaus und nach rechts (Strecke außer Betrieb) | | nach Eilsleben                              | nach Eilsleben                              |
| Strecke (außer Betrieb) | | nach Helmstedt                              | nach Helmstedt                              |

Die Braunschweig-Schöninger Eisenbahn AG (BSE) war eine Eisenbahngesellschaft im Osten des heutigen Niedersachsen. Ihre Strecken umfassten das Altenautal zwischen Elm und Asse bis 1971 wie eine Klammer. Noch heute zeugen einige gut erhaltene Bahnhofsgebäude und Bahndämme von dieser Vergangenheit. Zeitweilig hatte die BSE einen Fuhrpark von 2.300 Waggons. Sie bediente über fünfzig Jahre lang den Personenverkehr in dieser Region, den Güterverkehr sogar noch einige Jahrzehnte länger. Die Bahn wurde im Volksmund Bimmel-Lutchen genannt.

## Geschichte

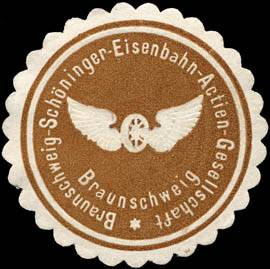
Siegelmarke der Braunschweig-Schöninger Eisenbahn-Actien-Gesellschaft

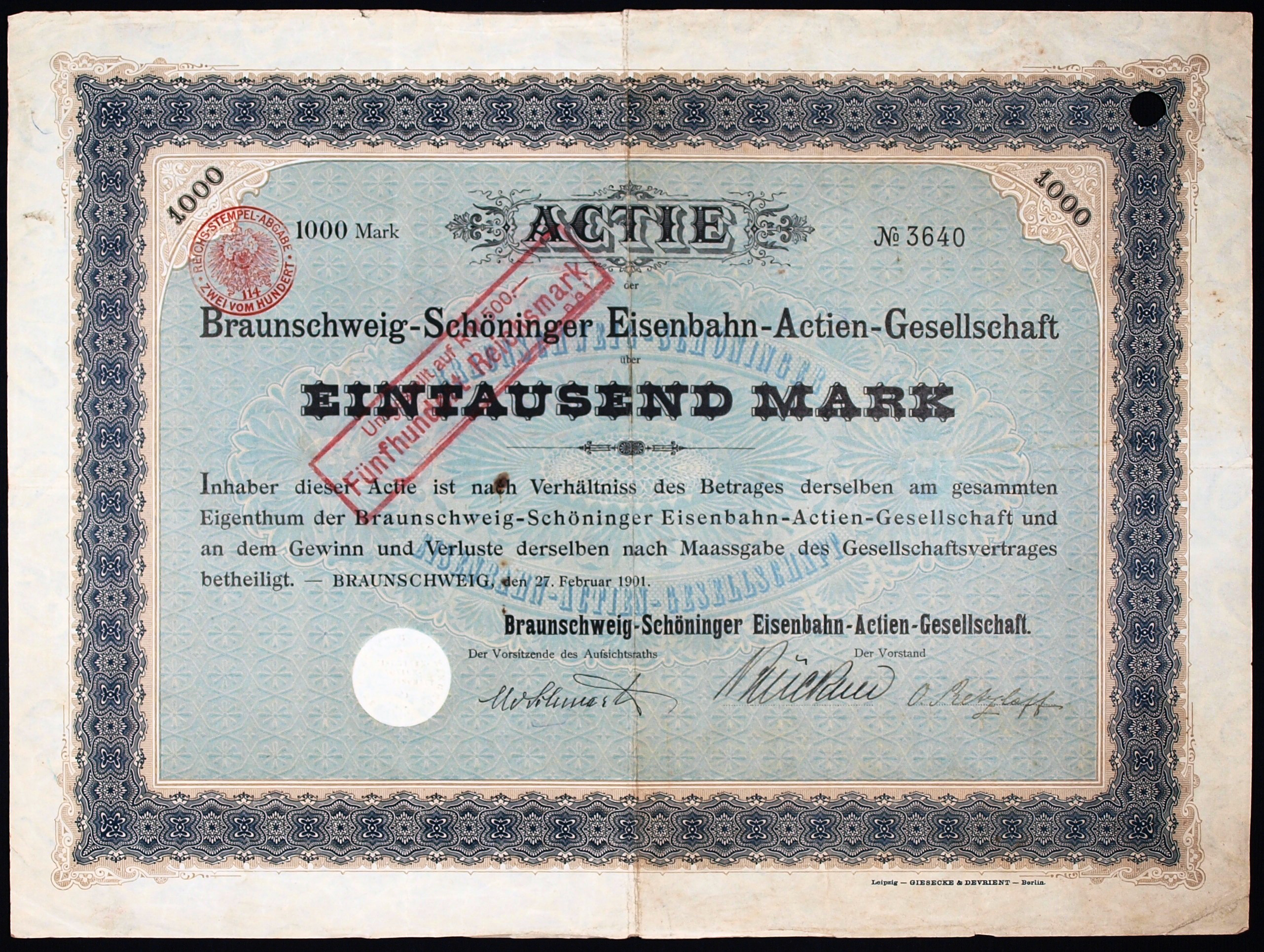
Aktie über 1000 Mark der Braunschweig-Schöninger Eisenbahn-AG vom 27. Februar 1901

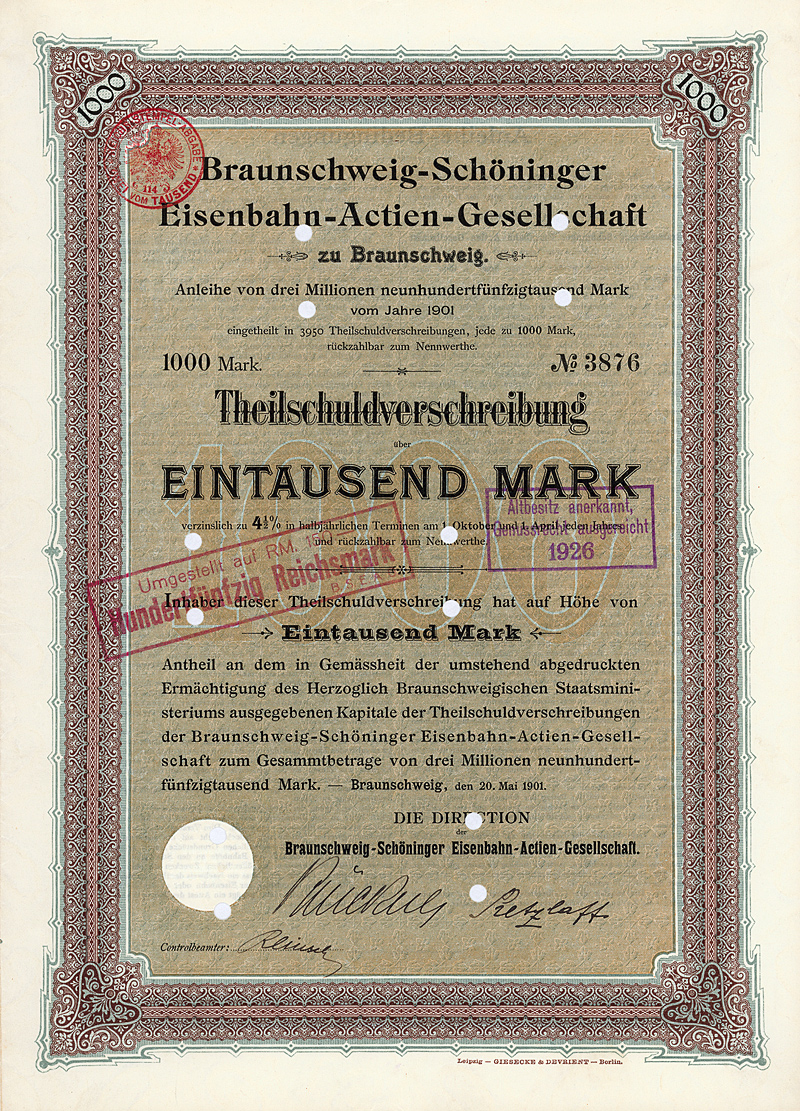
Teilschuldverschreibung über 1000 Mark der Braunschweig-Schöninger Eisenbahn-AG vom 20. Mai 1901

Am 22. August 1898 ermächtigte das Herzöglich Braunschweigisch-Lüneburgische Staatsministerium sein Eisenbahnkommissariat zum Bau einer eingleisigen, normalspurigen Nebenbahn von Braunschweig zu den Endpunkten Mattierzoll und Schöningen mit einem Abzweig in Sickte. Dieser Abzweig wurde dann aber in Hötzum errichtet.
Eigentümer war eine Aktiengesellschaft, die am 27. August 1900 unter anderem vom Braunschweigischen Staat, der Westdeutschen Eisenbahn-Gesellschaft und der Firma Lenz & Co. GmbH gegründet wurde. Nach dem Zweiten Weltkrieg besaß die AG für Verkehrswesen mehr als 50 Prozent des Kapitals. Die Aktiengesellschaft wurde nach der Einstellung des Bahnbetriebs in die BSE Verwaltungs- und Beteiligungsgesellschaft mbH umgewandelt.
Das hügelige Gelände an Elm und Asse bereitete den Planern (Vertretern der Eisenbahn-Brigade) laut Zwischenbericht vom 10. März 1899 große Schwierigkeiten. Der erste Spatenstich für die insgesamt 72 Kilometer lange Strecke der BSE wurde am 30. Mai 1900 ausgeführt, der erste Güterzug rollte am 11. November 1901 zwischen Braunschweig und Mattierzoll sowie am 2. Januar 1902 auf der Strecke nach Schöningen, der Personenverkehr folgte auf beiden Strecken am 15. Februar 1902. Viele Ausflügler fuhren damals mit den Dampfzügen zu Elm und Asse.
Die BSE führte anfangs ihren Betrieb selbst und betrieb zeitweise auch die anschließende Bahnstrecke Oschersleben–Schöningen (Oschersleben-Schöninger Eisenbahn-Gesellschaft). Später übernahm im Rahmen des Lenz-Konzerns die Allgemeine Deutsche Eisenbahn-Betriebs-GmbH diese Aufgaben. Nach 1945 führte die Deutsche Eisenbahn-Gesellschaft den Betrieb der BSE bis zum Ende.
Die Teilung Deutschlands im Jahr 1945 wirkte sich nachteilig auf den Betrieb aus. Zwar wurde der Höchststand der Fahrgastzahlen mit 872.000 Personen im Jahr 1948 erreicht. Aber die Anschlüsse über die neue Grenze entfielen und nach der Währungsreform sanken die Fahrgastzahlen wie bei fast allen Nebenbahnen rapide. Bereits am 14. Dezember 1949 wurde eine eigene Omnibuslinie eröffnet, der noch weitere – unter anderem nach Wolfenbüttel – folgten, so dass dafür eine eigene Tochtergesellschaft gegründet wurde. Diese übertrug das Busnetz 1970/71 an die Deutsche Bundesbahn und übernahm dafür Linien im Bereich der Teutoburger Wald-Eisenbahn, die ebenfalls zum AGV-Konzern gehörte.
Auf der Schiene wurde der Personenverkehr zwischen Hötzum und Mattierzoll am 1. Juli 1950, auf der Strecke Braunschweig–Schöningen am 1. Oktober 1954 eingestellt. Danach fuhren nur noch Güterzüge. Das endgültige Aus für die BSE kam, als die Schöninger Saline 1970 ihren Betrieb einstellte; bereits 1964 war der Salzbergbau in der Asse beendet worden. Die letzte Bilanz der BSE wies einen Verlust von 1,29 Millionen Mark aus. Die endgültige Einstellung des Güterverkehrs erfolgte zum 1. Juli 1971. Anschließend folgte der Abbau der Gleise.

## Strecken

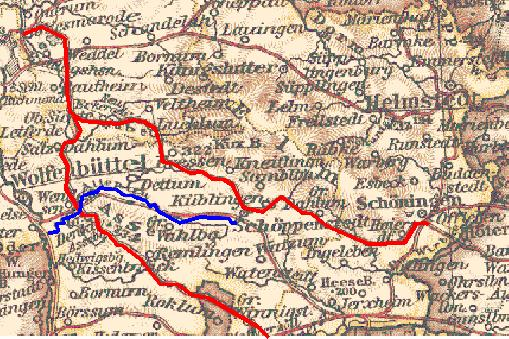
Streckennetz der BSE (rot) und Verlauf der Altenau (blau)

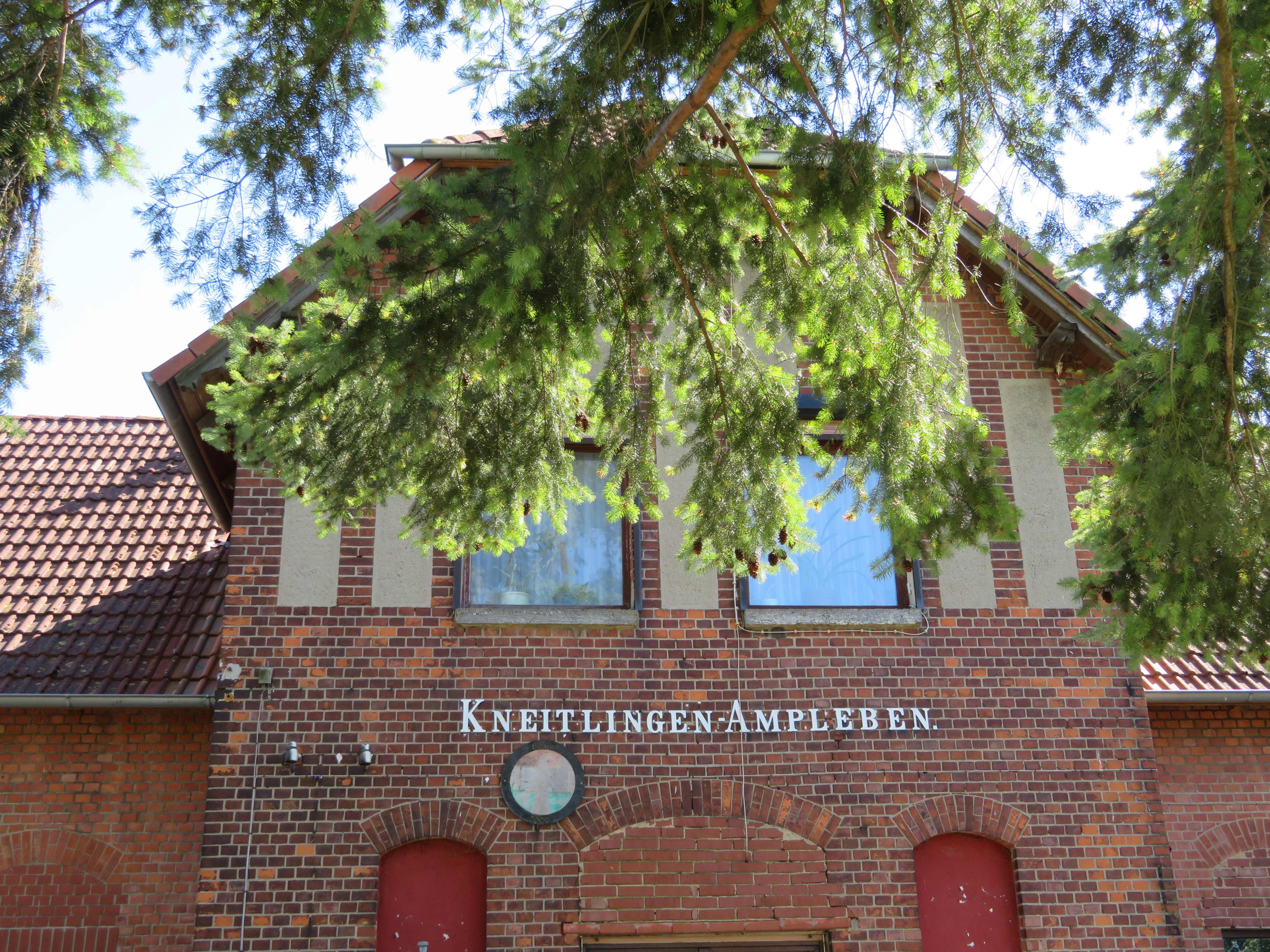
Ehem. Bahnhof Kneitlingen-Ampleben

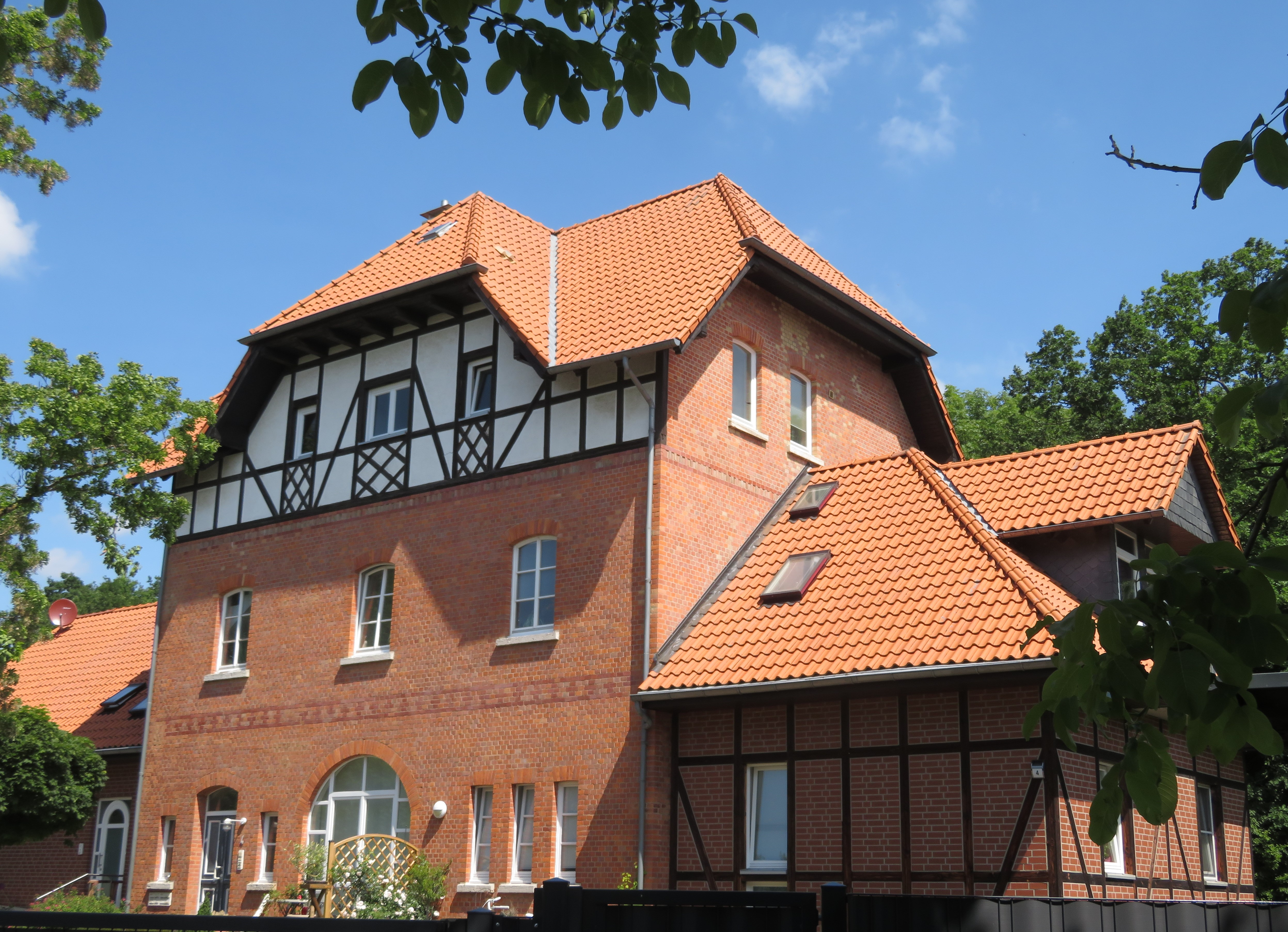
Ehem. Bahnhof Schöppenstedt Nord

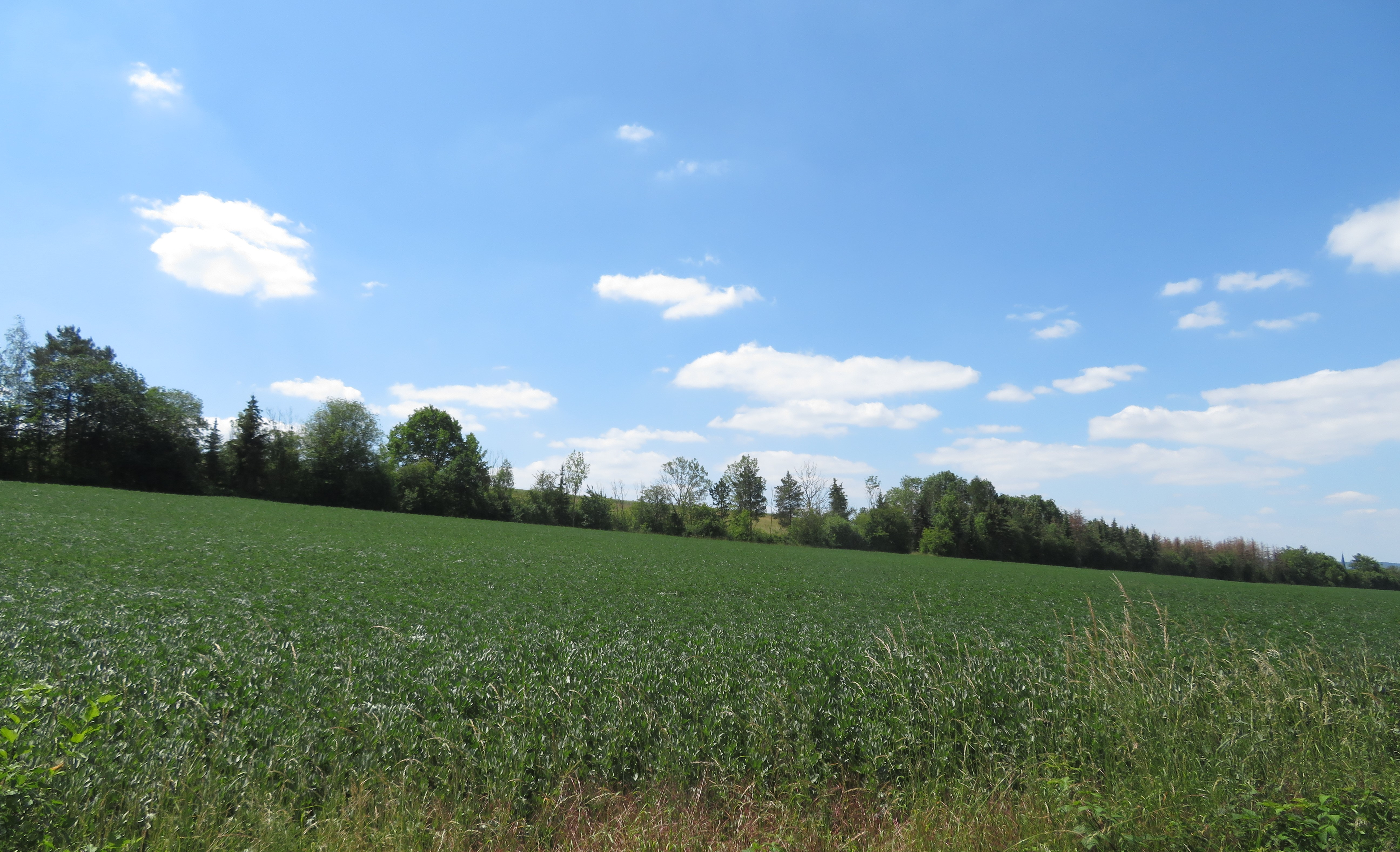
Ehem. Bahntrasse östlich von Schöppenstedt

Die Züge begannen ursprünglich im Bahnhof Braunschweig Nord der Braunschweigischen Landes-Eisenbahn (BLE) und trennten sich von ihr erst in Braunschweig Ost (damals Gliesmarode West). Am 1. Februar 1920 eröffnete die BSE einen eigenen Endpunkt, den Bahnhof Braunschweig Nordost. Im Gewerbegebiet Gliesmarode befand sich das Bahnbetriebswerk mit Reparaturwerkstatt und Lokomotivschuppen. Von hier aus führte die Trasse in Richtung Volkmarode, um kurz davor nach rechts zu schwenken. Am Rande der Buchhorst entlang ging es zum Bahnhof Schapen (s. u.), heute noch verbunden mit dem Gasthaus Schäfersruh und von dort quer durch die Buchhorst zum Bahnhof Rautheim. Auf der westlichen Seite der Straße nach Hötzum führten die Gleise in Richtung Süden. Westlich des Lagholzes führte die Strecke zum Bahnhof Hötzum, wo sie sich teilte:
- Geradeaus führte ein Gleis zur Zuckerfabrik Salzdahlum; diese alte Industrieansiedlung ist aus der ehemaligen Saline entstanden. Östlich an Salzdahlum vorbei ging es auf die Windmühle Salzdahlum zu. Kurz hinter Ahlum wurde die Straße Wolfenbüttel–Ahlum gekreuzt, auf einer aufgeschütteten Trasse ging es dann an Wendessen vorbei über den Söhlberg nach Groß Denkte. Hier lag der Haltepunkt am Ende der Mönchevahlbergerstraße. Die folgende Trasse stellte die Erbauer vor schwierige Aufgaben. In die Flanke des Festberges musste ein Tal ausgehöhlt und die Senke des Burgtales mit einer Aufschüttung überquert werden. In Wittmar gab es eine Abzweigung zum Asseschacht I, der neben der Assewirtschaft lag. Die Hauptstrecke ging über Remlingen neben der B 79 nach Semmenstedt. Die Strecke schwenkte nun nach Norden, um die Feldmark von Roklum zu umgehen. Roklum gehörte nicht zum Herzogtum Braunschweig, sondern zu Preußen. Die nächste Station war Winnigstedt. Von dort machte die Strecke einen Schwenk bis zur Endstation Mattierzoll an der Bahnstrecke Jerxheim–Börßum.

- Die Schöninger Strecke erreichte nach dem Abzweig in Hötzum den Doppelort Sickte, genau zwischen den Ortsteilen. Die Trasse führte zwischen Lucklum und Veltheim mit einer Abzweigung in das Elmkalkwerk Hemkenrode auf Evessen zu. Am Elmrand nördlich von Schöppenstedt wurde der gemeinsame Haltepunkt für Kneitlingen und Ampleben angefahren. Von dort ging es weiter in Richtung Schöppenstedt sowie schließlich vorbei an Küblingen, über Eitzum, Groß Dahlum, Wobeck, Twieflingen und Hoiersdorf nach Schöningen. Zur Zementfabrik Hoiersdorf und zur Saline Schöningen führten Anschlussgleise.

## Erinnerungen

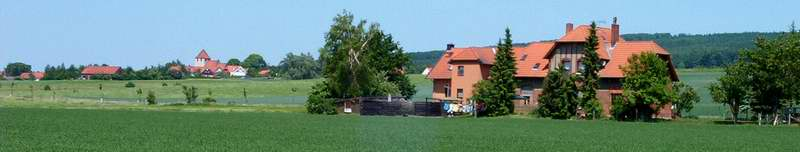
Ehemaliger BSE-Bahnhof Kneitlingen-Ampleben

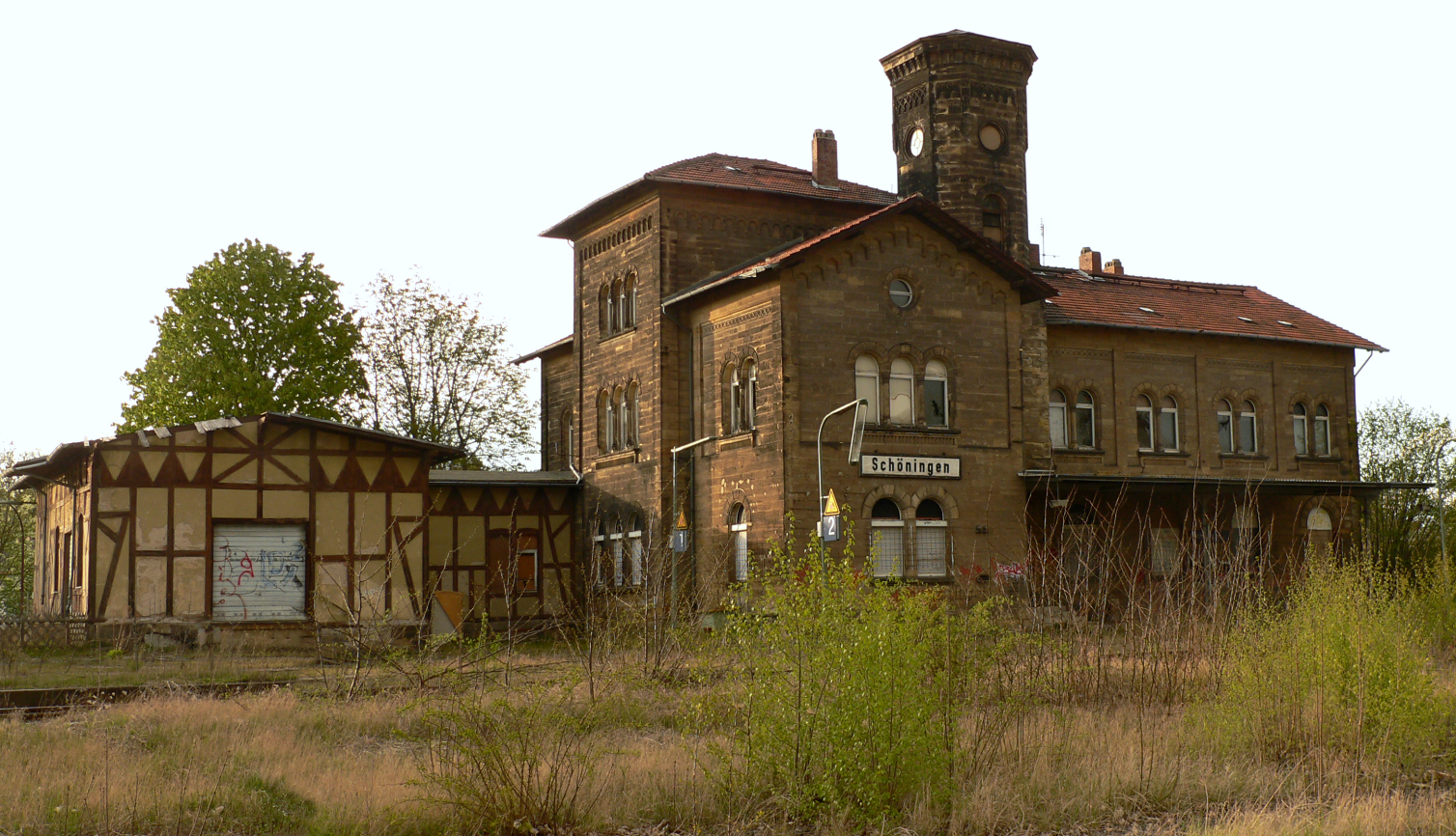
Ehemaliger Bahnhof Schöningen

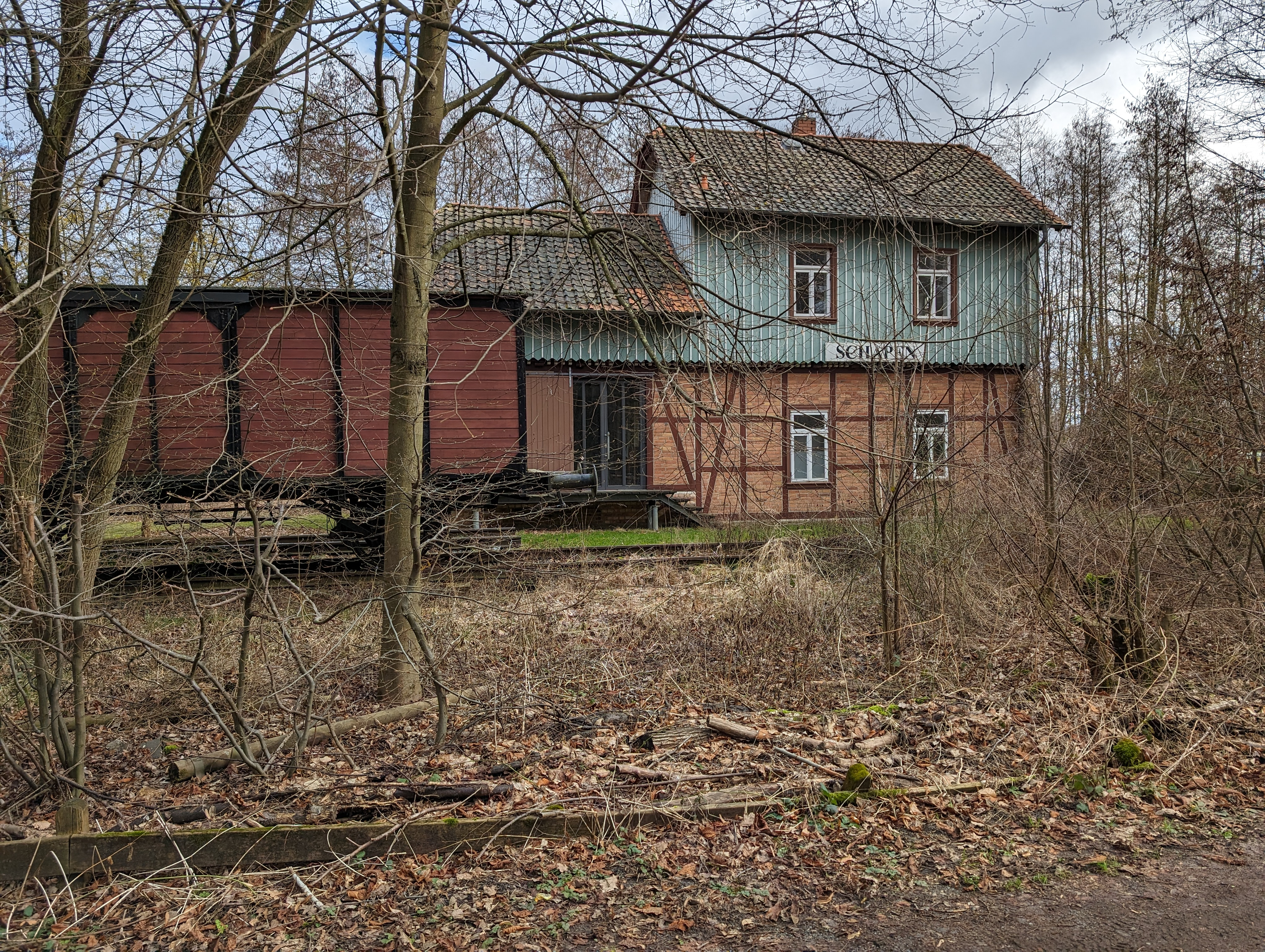
Ehemaliger Bahnhof Schapen

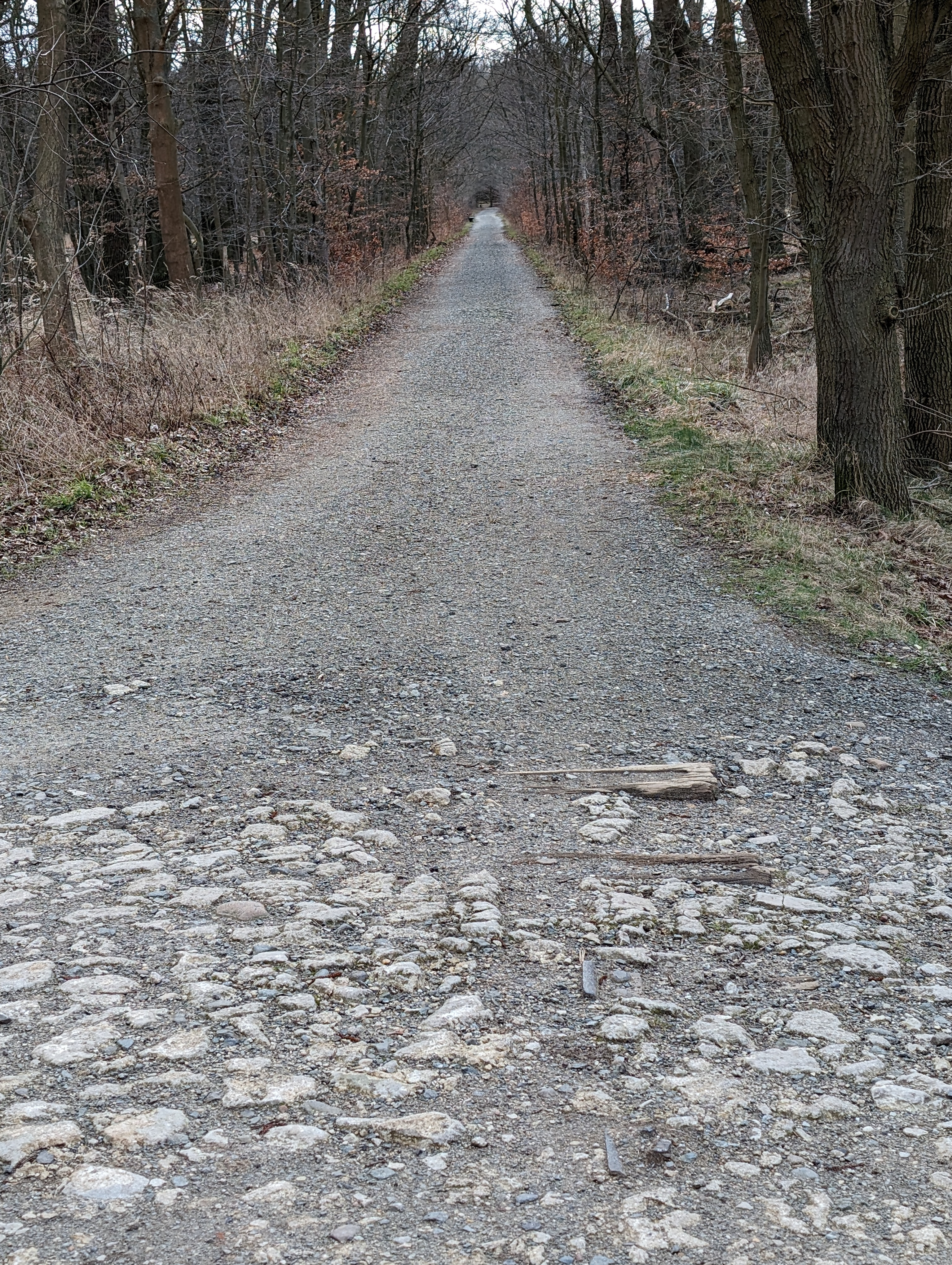
Gleisreste und ehemalige Trasse nahe dem ehemaligen Bahnhof Schapen

Heute sieht man von der ehemaligen Bahnstrecke teilweise noch die Trassen, die zu Wander- und Radwegen geworden sind oder, von Bäumen und Sträuchern bewachsen, aus der Feldmark hervorstechen. Einzig die Strecke Wendessen–Groß Denkte–Wittmar wurde Ende der 1970er Jahre völlig erneuert, mit neuen Straßenbrücken versehen und bis zum Schacht Asse II ausgebaut. Diese Strecke wurde an das Gleisnetz der Bundesbahn angeschlossen. Über die Strecke wurde Atommüll und Steinsalz von der Halde Ronnenberg zum Versuchslager Asse II transportiert. Im Norden von Schöppenstedt ist in der Straße „Am Nordbahnhof“ das ehemalige Bahnhofsgebäude erhalten. Es befindet sich in Privatbesitz und dient ausschließlich Wohnzwecken. Östlich von Schöppenstedt ist ein Stück der früheren Bahntrasse erhalten und durch den schnurgeraden Baumbestand in der Feldmark erkennbar.
Der 1906 erbaute Bahnhof Schapen, einst Verladestation für die heimische Konservenindustrie, wird dauerhaft die städtische Ausstellung über Riddagshausen aufnehmen. In den Sommermonaten erhält man Informationen über das Europareservat. Ein traditionelles Stück Braunschweig, die Kombination von Ausflugsgaststätte „Schäfer’s Ruh“ und Bahnhof, konnte so fortbestehen.
Im Eisenbahnmuseum Dieringhausen blieb ein roter Personenwagen der Bahn erhalten, der als Privatbahnwagen Abteile aller Wagenklassen besitzt. Er wurde zwischenzeitlich zu einem Bereisungsfahrzeug umgebaut und war später einige Zeit im Außengelände eines Kindergartens aufgestellt. Langfristig soll er wieder im Ursprungszustand betriebsfähig aufgearbeitet werden.